# Antoni Fuster
Antoni Fuster (Catalunya, segona meitat del segle xiv - primera meitat del segle xv) va ser un frare dominic català.
És venerat com a beat al si de l'Orde dels Predicadors, tot i no haver estat beatificat oficialment. Gairebé no hi ha notícies de la seva vida. Va ingressar a la convent de l'Orde de Sant Domènec. Va ésser un dels primers deixebles de Vicent Ferrer i consta que l'acompanyava en els seus viatges en 1403. Per encàrrec del rei Martí I l'Humà, en 1409 va pacificar, amb els canonges Bernat Despujol, Berenguer Despruners i Jaume Roca, els bàndols que a la ciutat de Vic enfrontaven Guillem i Francesc de Malla contra Guillem de Savassona i altres partidaris. Per això fou anomenat «l'Àngel de la Pau» i era venerat a Vic. Antoni de Bofarull el cita com a personatge a la novel·la La orfaneta de Menargues.